# Ommata cerdai
Ommata cerdai là một loài bọ cánh cứng trong họ Cerambycidae.